# Chris Parnell
Thomas Christopher Parnell, dit Chris Parnell, né le 5 février 1967 à Memphis dans le Tennessee, est un acteur comique américain.
Il est notamment connu pour être un acteur de l’émission Saturday Night Live de 1998 à 2006 ainsi que pour son rôle récurrent de Dr Leo Spaceman dans la série comique 30 Rock. Il a également joué dans la sitcom de 2008 Miss Guided et joue aux côtés de son ancien partenaire de SNL Horatio Sanz (en) dans la série de Comedy Central Big Lake. Il est la voix de Cyril Figgis de la série Archer et de Jerry Smith de la série Rick et Morty.

## Filmographie

### Cinéma
- 2002 : Evil Alien Conquerors (en) : Du-Ug
- 2003 : Bye Bye Love : Le maître de cérémonie à la télé
- 2003 : Sexe, Lycée et Vidéo : Mr. Ronald Greitzer
- 2004 : Looking For Kitty (en) : Guy Borne
- 2004 : Présentateur vedette : La Légende de Ron Burgundy : Garth Holliday
- 2004 : Wake Up, Ron Burgundy: The Lost Movie : Garth Holliday
- 2006 : I'm Reed Fish (en) : Ralph
- 2007 : Hot Rod : Barry Pasternack
- 2007 : Walk Hard: The Dewey Cox Story : Theo
- 2008 : The Grand : Harold Melvin (Le génie solitaire)
- 2009 : En cloque mais pas trop (Labor Pains) : Jerry Steinwald
- 2010 : Hollywood and Vine (en) : Peter West
- 2010 : Answer this! (en) : Brian Collins
- 2012 : 21 Jump Street : M. Gordon
- 2012 : Cinq ans de réflexion : Bill
- 2012 : The Dictator : Le présentateur de nouvelles
- 2012 : Hôtel Transylvanie : Mr.Fly
- 2013 : Légendes vivantes : Garth Holliday
- 2015 : Sisters de Jason Moore : Phil
- 2017 : Battle of the Sexes de Jonathan Dayton et Valerie Faris : DJ
- 2018 : La Reine de la fête (Life of the Party) de Ben Falcone : Wayne Trurack
- 2018 : Chair de poule 2 : Les Fantômes d'Halloween (Goosebumps 2: Haunted Halloween) d'Ari Sandel : Walter
- 2019 : The Laundromat : L'Affaire des Panama Papers (The Laundromat) de Steven Soderbergh : un gringo
- 2021 : Ohana ou le trésor caché (Finding 'Ohana) de Jude Weng
- 2021 : Home Sweet Home Alone de Dan Mazer : Oncle Stu
- 2022 : Tic et Tac, les rangers du risque (Chip 'n Dale: Rescue Rangers) d'Akiva Schaffer
- 2022 : Senior Year : Jim Conway
- 2024 : Our Little Secret de Stephen Herek : le vétérinaire

### Télévision

#### Téléfilms
- 2008 : Harold (téléfilm) : Coach Vanderpool

#### Séries télévisées
- 2001 : Friends : Bob (saison 8 épisode 5)
- 2006 - 2012 : 30 Rock : Dr. Leo Spaceman (23 épisodes)
- 2008 - 2012 : Le Monde selon Tim : Voix diverses (3 épisodes)
- 2008 : Miss Guided (en) : Bruce Terry (7 épisodes)
- 2009 : Kröd Mändoon and the Flaming Sword of Fire : Narrateur (6 épisodes)
- 2009 : Better Off Ted : Walter Palmer (saison 2 épisode 8)
- 2010 : Un chien dans la Mafia (The Dogfather) (TV) : Brian Franks
- 2010 : Big Lake : Chris Henkel
- 2010-2011 : Funny or Die Presents... : Rôles divers (6 épisodes)
- 2011 : Larry et son nombril : Hank (saison 8 épisode 6)
- 2011 : Love Bites : Chad Banks (1 épisode)
- 2011 : Jon Benjamin Has a Van : Scientifique (saison 1 épisode 3)
- 2011 : Mad Love : Officier Dennis Barrett (2 épisodes)
- 2011-2012 : Eureka : Dr. Noah Drummer (2 épisodes)
- 2011-2012 : I Just Want My Pants Back : J.B (6 épisodes)
- 2013 : Glee : Mario (saison 5 épisode 17)
- 2013 : Filthy Preppy Teen$ (en) (pilote): Sean Hastings
- 2013- : Drunk History : plusieurs personnes
- 2013 : Bad Judge : Douglas Riller
- 2011-2014 :  Suburgatory  : Fred Shay
- 2014 : Garfunkel and Oates (en) : Stan (saison 1 épisode 2)
- 2014 : Brooklyn Nine-Nine : Geoffrey Hoytsman (saison 2 épisodes 14 et19)
- 2015 : The Spoils Before Dying
- 2015 :  Le Show de Mr Peabody et Sherman: Mr Peabody
- 2015 : Another Period : Sigmund Freud (1 épisode)
- 2016- : Elena of Avalor : Migs
- 2017 : Black-ish : doyen Burt Parker
- depuis 2018 : Grown-ish : doyen Burt Parker
- 2024 : Fallout : Superviseur Benjamin

### Doublage
- 2007- : WordGirl : narrateur, voix diverses
- 2009- : Archer : Cyril Figgis
- 2010 : Kung Fu Magoo (en) : Cole Fusion
- 2013 : Les Zévadés de l'espace : Hammer
- 2013- : Rick & Morty : Jerry Smith
- 2019-2022 : Les Griffin : Doug
- 2020 : Maneater : narrateur